# Spanish Bombs
Spanish Bombs è una delle canzoni della band inglese The Clash, contenuta nell'album del 1979 London Calling. La canzone appare anche nelle raccolte The Story of the Clash, Volume 1 (1988) e Clash on Broadway (1991).

## Il brano

### Il testo
Il testo della canzone è ispirato dalla guerra civile spagnola.
Vengono citate l'Andalusia, regione della Spagna conquistata dai fascisti nel 1936, il poeta repubblicano Federico García Lorca, ucciso durante la ribellione, e la polizia sotto il controllo del ministro degli interni spagnolo e il ministro della difesa spagnolo, la Guardia Civil.

## Formazione

### The Clash
- Joe Strummer - voce, chitarra ritmica
- Mick Jones - chitarra solista, voce, chitarra acustica
- Paul Simonon - basso
- Topper Headon - batteria, percussioni